# Aleje Sułkowskiego w Bielsku-Białej
```

```

Aleje Sułkowskiego – nieformalne określenie części śródmieścia Bielska-Białej (w obrębie historycznego Dolnego Przedmieścia) skupionej wokół ulic Bohaterów Warszawy, gen. Stefana Grota-Roweckiego, Hugona Kołłątaja, kpt. Aleksandra Kunickiego oraz Thomasa W. Wilsona, w zakolu rzeki Białej (Białki). Do lat 30. XX wieku rozciągał się w tym miejscu ogród zamku książąt Sułkowskich. Po jego parcelacji w 1934 rozpoczęto budowę nowej dzielnicy mieszkaniowej, która stanowi dziś jedno z większych skupisk architektury wczesnomodernistycznej w mieście. 

## Historia i architektura

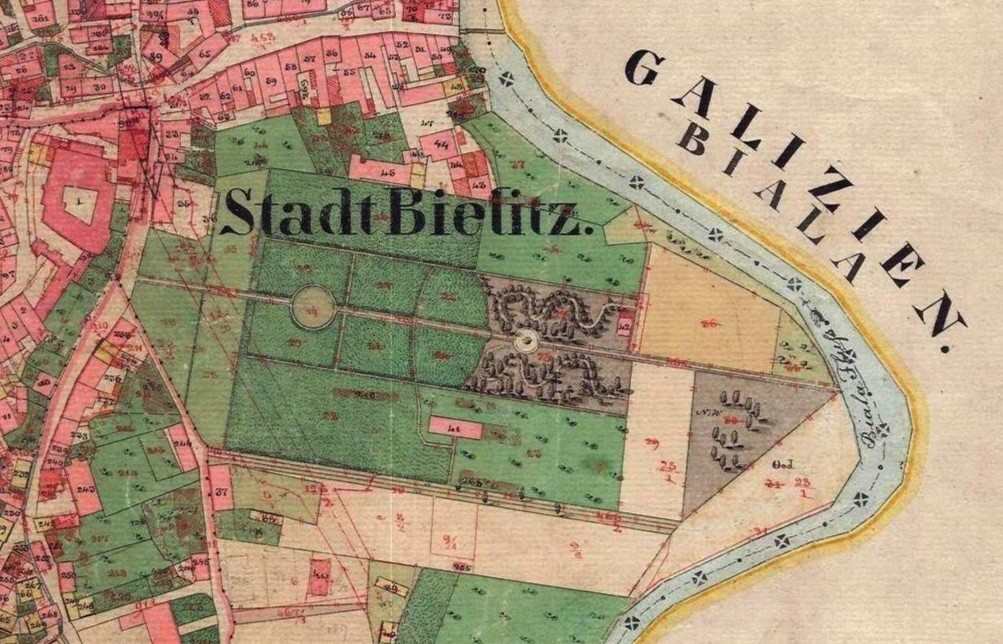
Ogród zamkowy na mapie katastralnej Bielska z 1836 (z dorysowanymi aktualizacjami do lat 80. XIX wieku, m.in. linią kolejową)

W 1489 mieszczanie bielscy uzyskali od księcia Kazimierza II cieszyńskiego potwierdzenie dotychczasowych przywilejów oraz prawo wznoszenia zabudowań poza murami miasta. W zamian mieszczanie odstąpili mu teren między zamkiem a rzeką Białą z przeznaczeniem na ogród zamkowy, który nigdy nie miał zostać zabudowany. W połowie XIX wieku, za sprawą ówczesnego ordynata Ludwika Jana Nepomucena Sułkowskiego, ogrody zaczęły być udostępniane mieszkańcom. W rewolucyjnym roku 1848 odbywały się na ich terenie demonstracje Towarzystwa Demokratycznego, któremu przewodził właśnie książę Sułkowski. W latach 60. XIX wieku dokonano odnowy założenia ogrodowego, powstał wtedy m.in. staw wykorzystywany w zimie jako publiczne lodowisko. W 1876 przez zachodnią część ogrodu przeprowadzono linię kolejową w kierunku Żywca. Odcięta od reszty działka z drugiej strony torowiska sprzedana została w 1888 z przeznaczeniem na budowę Teatru Miejskiego. Pomysł parcelacji pozostałej części ogrodu pojawił się w czasach księcia Józefa Marii Sułkowskiego, około roku 1893. Był to plan związany z ogólną reorganizacją otoczenia zamkowego, który został pozytywnie przyjęty przez miasto. Wówczas zakończyło się jednak na wzniesieniu Bazarów Zamkowych (1899). Koncepcję zabudowy ogrodu wysunął ponownie Max Fabiani w wykonanym przez siebie planie regulacji urbanistycznej Bielska z 1899.

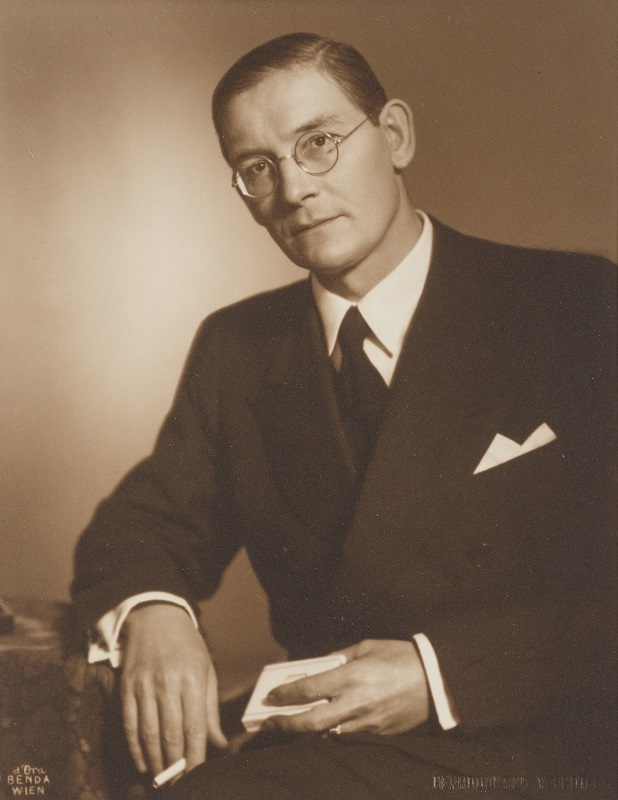
Aleksander Karol Ludwik Sułkowski – ostatni ordynat bielski, inicjator parcelacji ogrodu zamkowego w latach 30. XX wieku

Do tematu parcelacji ogrodu powrócono w latach 30. XX wieku. Inicjatorem był sam właściciel, Aleksander Karol Ludwik Sułkowski, który borykał się z problemami finansowymi pogłębionymi przez wielki kryzys oraz konieczność uiszczenia podatku od spadku w kwocie trudnej wówczas dla księcia do wygospodarowania. Szczegółowe warunki sprzedaży gruntów oraz forma przyszłej zabudowy stały się przedmiotem kilkuletniego sporu pomiędzy Sułkowskim a władzami miasta. Jedna z niezrealizowanych koncepcji zakładała bezpłatne odstąpienie około połowy rzeczonego obszaru na cele publiczne i zachowanie jego parkowego charakteru. Ostatecznie cały ogród podzielono na 65 działek, których sprzedaż rozpoczęto w 1934. Nabywcami byli w dużej mierze zamożni Żydzi, dlatego nowo budowaną dzielnicę nazywano żartobliwie Tel Awiw. Sułkowski zachował dla własnych potrzeb jedynie trzy parcele budowlane w południowo-wschodnim narożniku. Jedną centralnie położoną działkę przekazał nieodpłatnie Polskiej Macierzy Szkolnej, która planowała tam postawić „polski dom oświatowy”. 

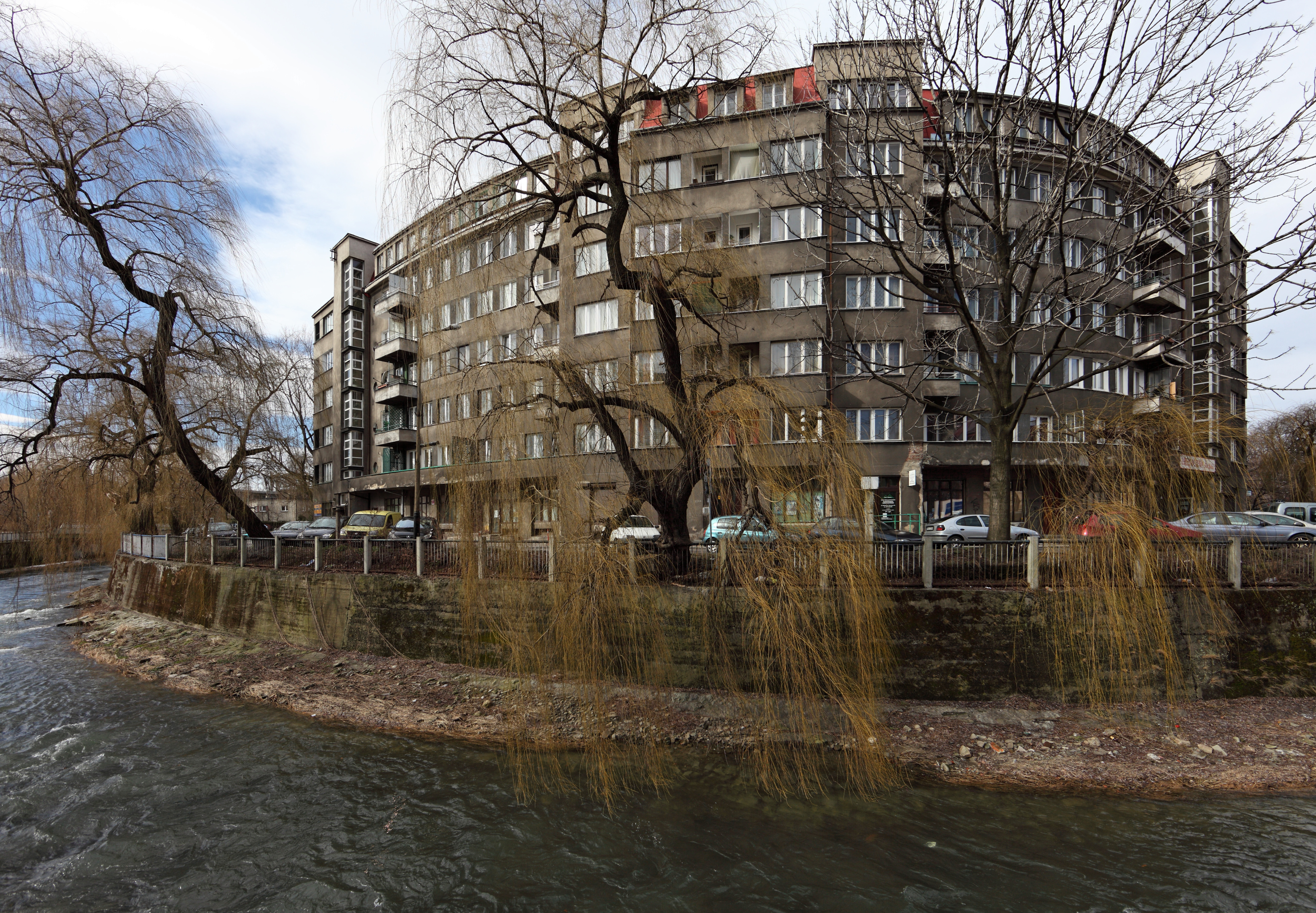
Okrąglak (stan w 2010)

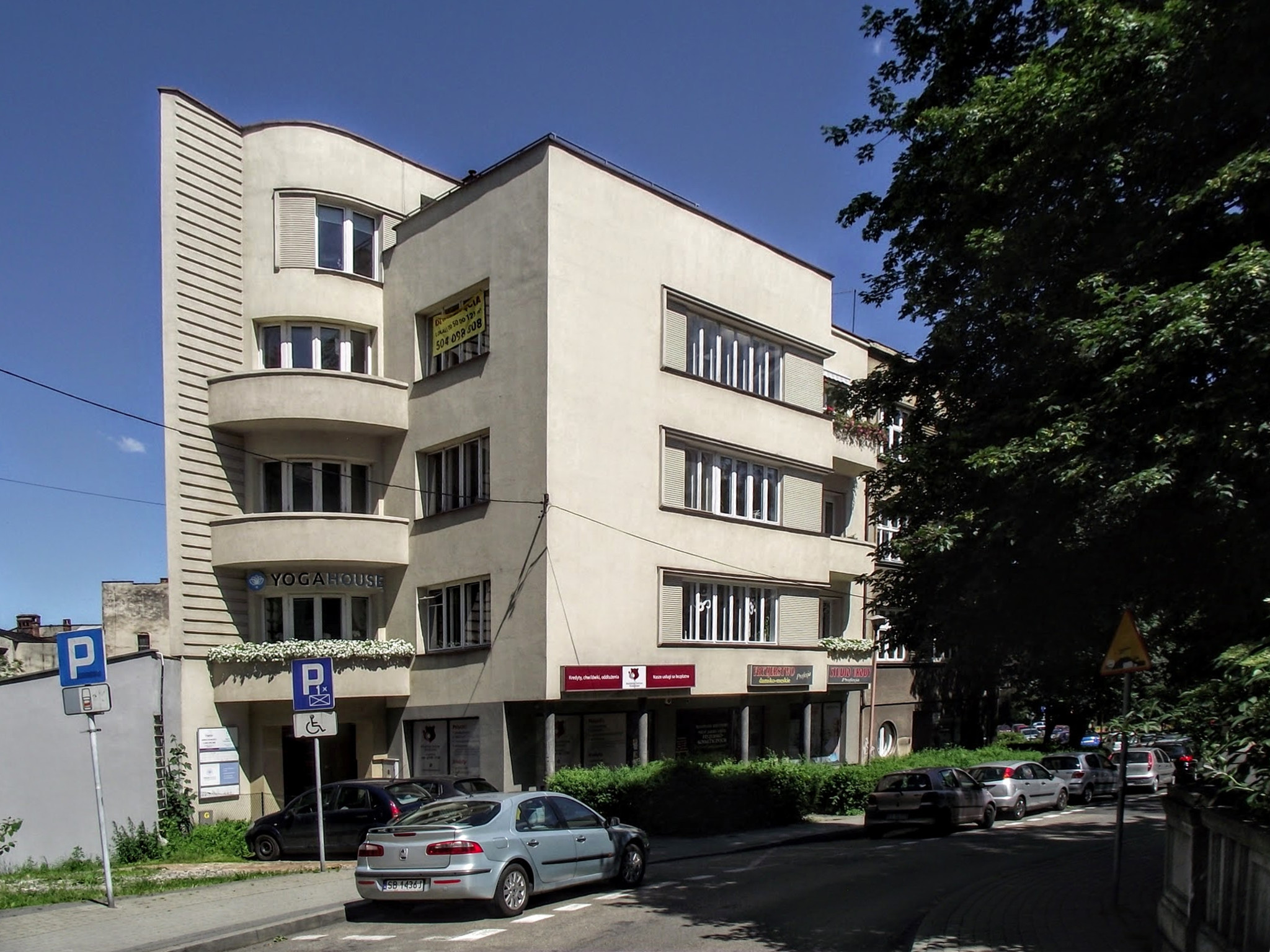
Kamienica Adolfa Fränkla

Do wybuchu drugiej wojny światowej wzniesiono około trzydziestu kamienic, najczęściej trzy- lub czteropiętrowych, które w swojej stylistyce stanowią typowe przykłady architektury wczesnego modernizmu. Wśród projektantów byli m.in. Alfred Wiedermann, Walter Fussgänger, Paweł Juraszko, Wilhelm Riedel, Józef Kozieł, a także prowadzący wspólne atelier Roman Jüttner i Franciszek Bolek. Od strony wschodniej całe założenie zamyka charakterystyczny zespół pięciu sześciopiętrowych budynków zaprojektowany przez Wiedermanna dla Alfreda Jurzykowskiego w 1937, popularnie nazywany – z racji swojego półkolistego kształtu dopasowanego do zakola rzeki – „okrąglakiem”. Poprzez swoją opływową bryłę i osie okrągłych okien przypominających bulaje na statkach nawiązuje do tzw. nurtu okrętowego (Streamlined Modern) w architekturze. Innym często opisywanym w literaturze obiektem jest kamienica Adolfa Fränkla (Bohaterów Warszawy 1) projektu Jüttnera i Bolka z 1934 cechująca się asymetryczną bryłą, której odcinek owalny kontrastuje z prostymi, a całość uzupełniają kolumnowe podcienia. W niektórych budynkach zastosowane zostały wykusze, w czym historycy architektury widzą element przejęty z wcześniejszego okresu secesji. 

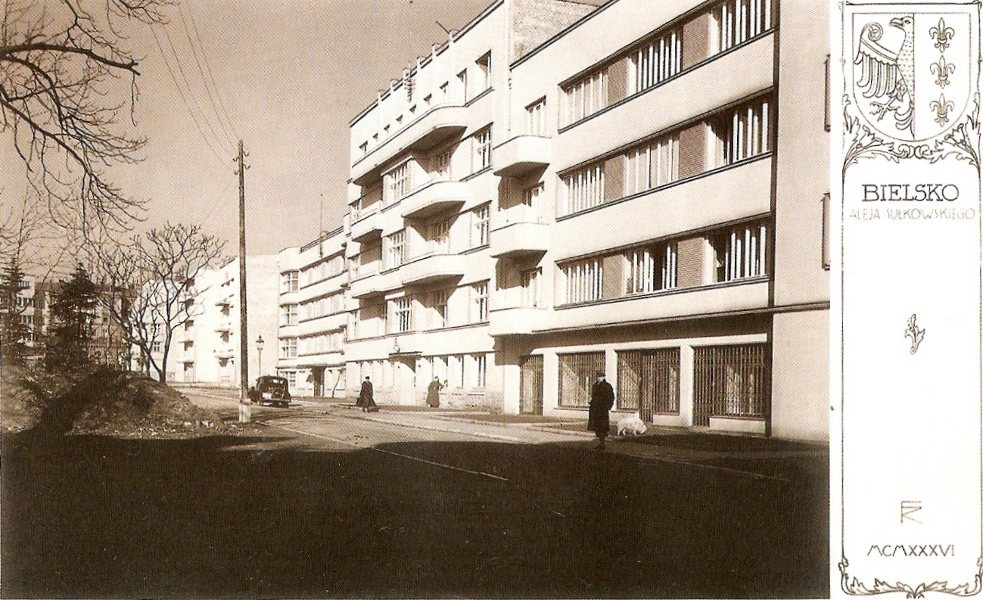
Aleja Sułkowskiego na pocztówce z 1936

Głównej ulicy tworzącej równoleżnikową oś założenia pierwotnie nadano nazwę Aleja Sułkowskiego. Pozostałe nazwano: Aleje Marszałkowskie, Aleja Marszałka Ferdynanda Focha, Thomasa W. Wilsona, Hugona Kołłątaja oraz Rzeczna. Pod rządami niemieckimi w latach 1939–1945 przemianowano je, nawiązując (z jednym wyjątkiem) do postaci sławnych kompozytorów. Aleja Sułkowskiego stała się Beethovenstraße, a pozostałe: Richard-Wagner-Straße, Haydnstraße,  Mozartstraße, Schlossgartenstraße oraz Bachweg. Po wojnie główna ulica, połączona w jedną całość z dawną Rzeczną, zyskała najpierw za patrona Józefa Stalina, a w 1956 została przemianowana na Bohaterów Warszawy. Przywrócono nazwę ulicy Kołłątaja, pozostałe z kolei przed dekomunizacją w latach 90. XX wieku nazywały się: Klementa Gottwalda, Janka Krasickiego oraz Marcelego Nowotki; później natomiast zyskały odpowiednio nazwy: gen. Stefana Grota-Roweckiego, Thomasa W. Wilsona (przywrócona) oraz kpt. Aleksandra Kunickiego. Wraz z budową nowej dzielnicy mieszkaniowej zaistniała potrzeba stworzenia nowych przepraw przez rzekę Białą. W 1938 powstała kładka piesza łącząca Aleję Sułkowskiego z bialskim Placem Ratuszowym (później nazywana przez niektórych „krzywym mostkiem”). Jej budowę poprzedzał kilkuletni spór pomiędzy samorządami Bielska i Białej Krakowskiej odnośnie lokalizacji i finansowania obiektu. W tym samym czasie narodziła się koncepcja budowy pełnowymiarowego mostu w ciągu ulicy Kołłątaja. Ta jednak w praktyce została zrealizowana dopiero w 1989.

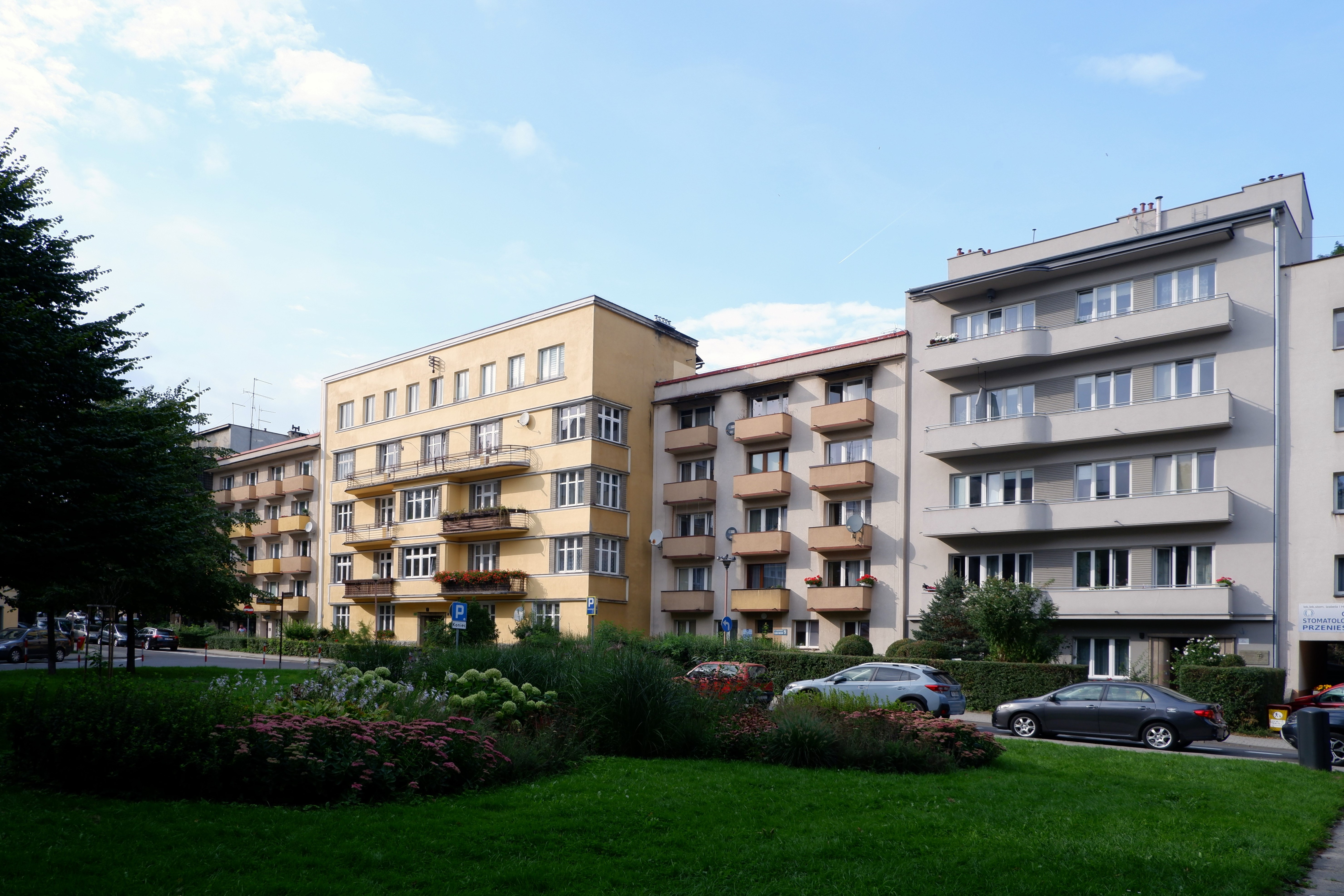
Ulica Bohaterów Warszawy: kamienice z lat 30. XX wieku i późniejsze plomby

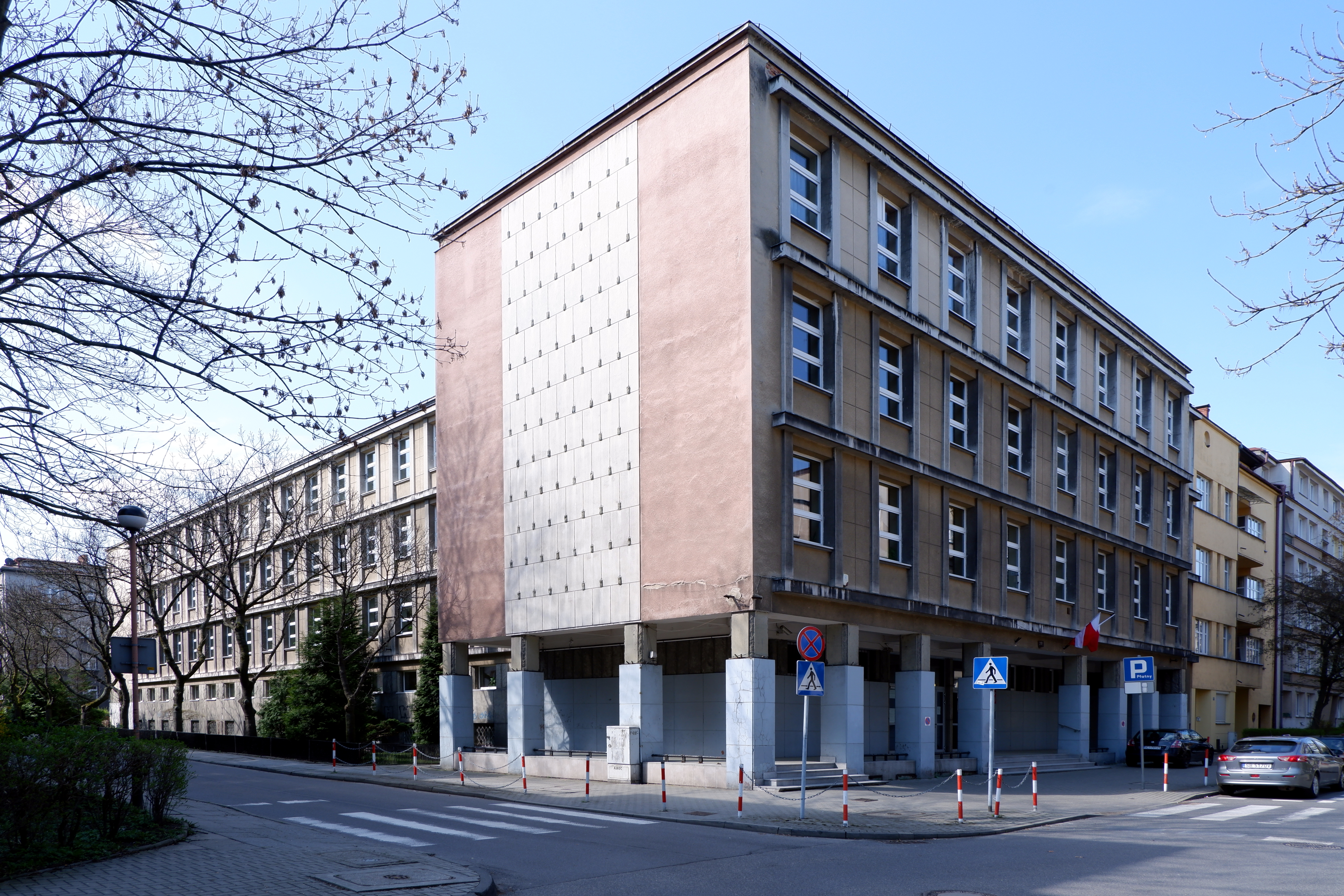
Budynek liceum z przełomu lat 40. i 50. XX wieku

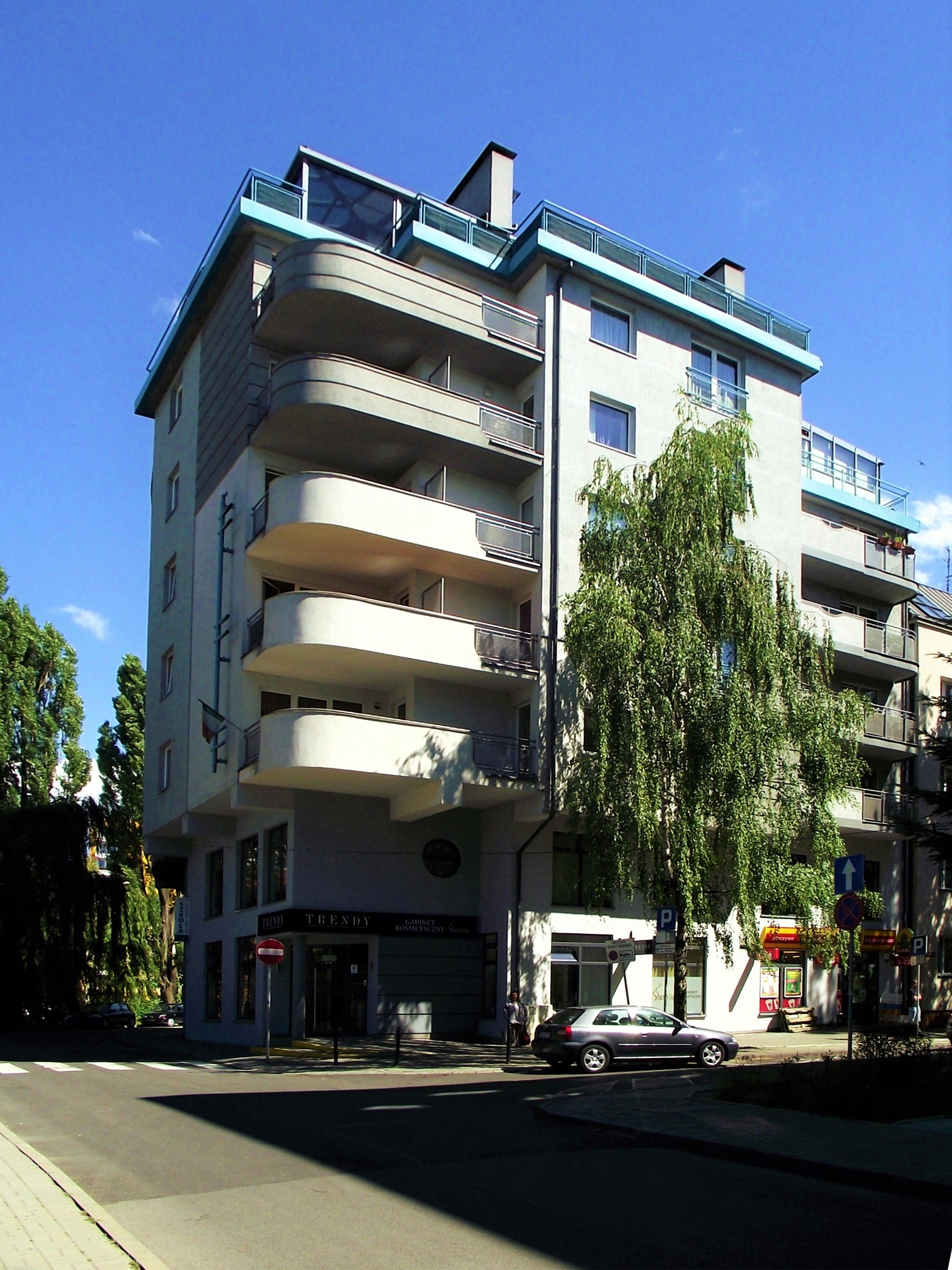
Biurowiec z przełomu XX i XXI wieku, siedziba Centro Italiano di Cultura

Ponieważ w pierwszym etapie zdołano zabudować jedynie połowę przewidzianych działek, w kolejnych dekadach dogęszczono dzielnicę licznymi plombami w nowszej, blokowej stylistyce, ale przy zachowaniu pierwotnego układu urbanistycznego. Działka przewidziana przed wojną dla Polskiej Macierzy Szkolnej została w 1949 zakupiona przez Robotnicze Towarzystwo Przyjaciół Dzieci, którego staraniem wzniesiono w kolejnych dwóch latach nowy gmach szkolny – pierwotnie dla Szkoły Ogólnokształcącej Towarzystwa Przyjaciół Dzieci stopnia podstawowego i licealnego, która w toku późniejszych przekształceń stała się Zespołem Szkół Ogólnokształcących im. Stefana Żeromskiego (III Liceum Ogólnokształcące oraz Szkoła Podstawowa nr 22). W latach 1969–1971 obiekt znacząco rozbudowano, przenosząc szkołę podstawową do odrębnego pawilonu. W 1966 pomiędzy ulicami Gottwalda (Grota-Roweckiego) i Kołłątaja oddano do użytku dziewięciopiętrowy blok mieszkalny z 90 mieszkaniami, który przez krótki czas był wówczas najwyższym budynkiem mieszkalnym w mieście. Do stylistyki wczesnomodernistycznej nawiązał zbudowany na przełomie XX i XXI wieku biurowiec na rogu ulic Bohaterów Warszawy i Kunickiego, w którym swoją siedzibę znalazło m.in. Centro Italiano di Cultura – istniejący od 1998 prywatny ośrodek promocji kultury włoskiej wraz ze szkołą językową i biurem tłumaczeń. W grudniu 2019 na skwerze przy ulicy Bohaterów Warszawy obok kładki przez rzekę odsłonięto rzeźbę Pampaliniego z hipopotamem, głównej postaci wyprodukowanego w bielskim Studiu Filmów Rysunkowych serialu Pampalini łowca zwierząt, w ramach serii Bajkowe Bielsko-Biała.